# ETR 450
ETR 450 — итальянский электропоезд. Строился в 1987—1992 годах для железных дорог Италии.
Первый рейс поезд выполнил в 1989 году между Римом и Миланом. Всего было построено 15 таких поездов. Каждый поезд состоит из 9 вагонов. Максимальная пассажировместимость — 390 человек.